# Kampungbaru (Kepung)
Kampungbaru is een bestuurslaag in het regentschap Kediri van de provincie Oost-Java, Indonesië. Kampungbaru telt 6858 inwoners (volkstelling 2010).